# Werner König (Linguist)

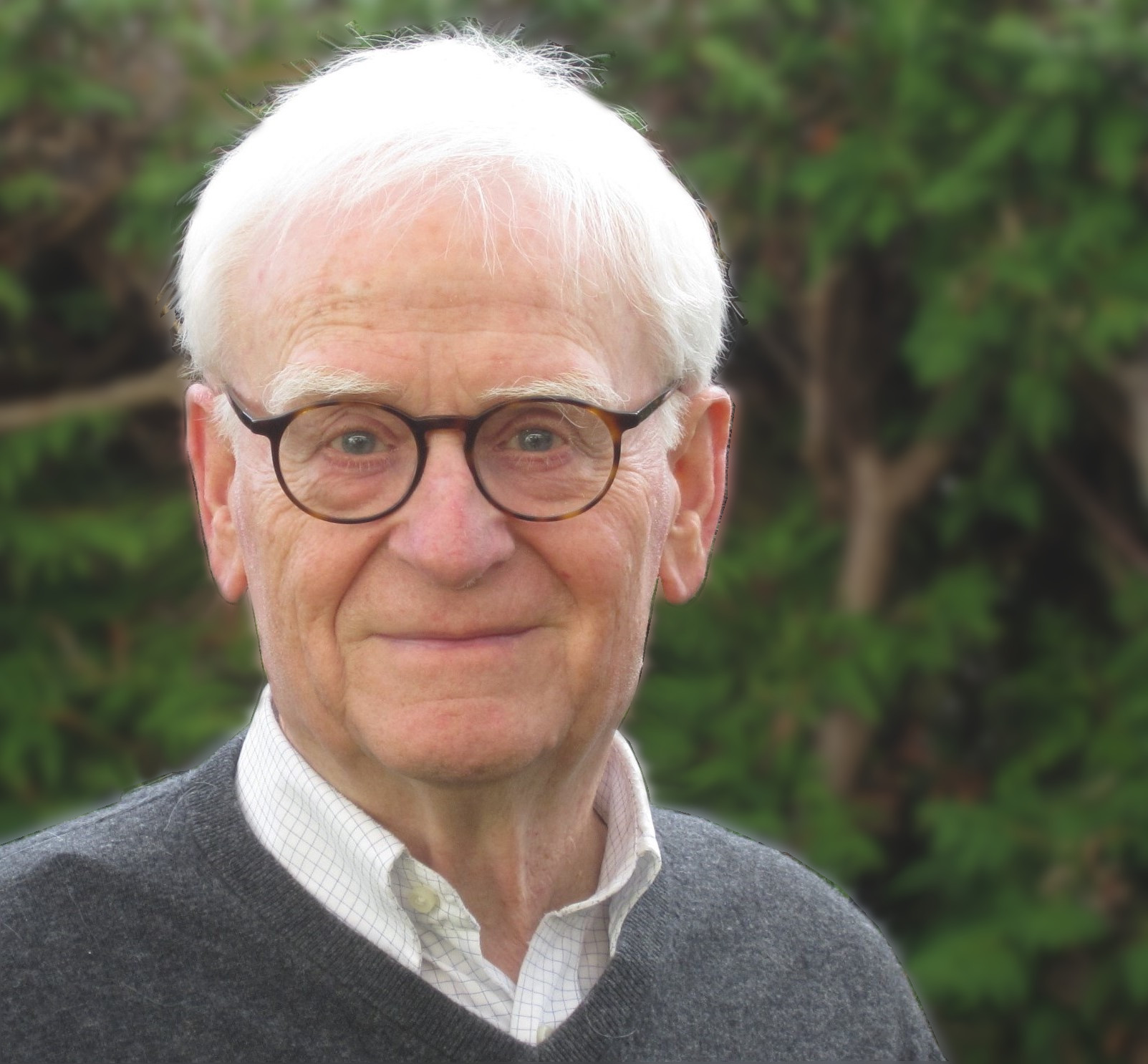
Werner König (2021)

Werner König (* 11. Mai 1943 in Schwabmünchen) ist ein deutscher Sprachwissenschaftler und pensionierter Professor für Deutsche Sprachwissenschaft an der Universität Augsburg.

## Leben
Werner König wuchs als jüngstes von drei Kindern des Schmiedemeisters Josef König und seiner Frau Christine in Graben (Lechfeld) auf. Nach der vierjährigen Volksschule in Graben besuchte er bis zu seinem Abitur 1963 die Oberrealschule (heute: Holbein-Gymnasium) in Augsburg. Von 1963 bis 1969 studierte er Deutsch, Geschichte und Sozialkunde für das höhere Lehramt an den Universitäten München, Marburg und Erlangen. 1970 wurde er an der Universität Erlangen mit seiner Dissertation Untersuchungen zu Phonologie und Fachsprache im schwäbisch-alemannischen Mundartraum promoviert. Nach einem halbjährigen Referendariat am E.T.A. Hoffmann-Gymnasium in Bamberg war er von 1971 bis 1975 Wissenschaftlicher Assistent an der Universität Freiburg i. Br. Ab 1976 lehrte er Deutsche Sprachwissenschaft an der noch jungen Universität Augsburg als Akademischer Rat, ab 1982 als Akademischer Oberrat, später als Akademischer Direktor. Er habilitierte sich 1985 mit einer Arbeit über die Aussprache des Schriftdeutschen in der Bundesrepublik Deutschland an der dortigen Philosophischen Fakultät II. Von 1990 bis zu seiner Pensionierung 2008 lehrte und forschte König als außerplanmäßiger Professor an der Universität Augsburg. Er ist verheiratet und hat zwei Töchter.

## Forschung und Wirken
Seine Arbeiten zu Phonetik/Phonologie und Dialektologie beruhen stets auf einer breiten empirischen Basis, so auch in seinem Atlas zur Aussprache des Schriftdeutschen: Auf der Grundlage bundesweit durchgeführter Erhebungen beschreibt er die Aussprache des Schriftdeutschen. Er weist nach, dass auch bei gebildeten Sprechern eine starke geographisch bedingte Variation vorhanden ist und dass keine Region die Normen der Aussprachewörterbücher erfüllt. Die Arbeit erfuhr ein großes Echo in der deutschen Presse und vor allem auch in der Auslandsgermanistik. Mit diesem Werk standen erstmals umfangreichere Daten zur tatsächlichen Lautung des überregional gesprochenen Deutsch zur Verfügung, an denen man den Unterricht für Deutsch als Fremdsprache ausrichten konnte. Auf dieser Basis plädierte König, im Fremdsprachenunterricht „ausgangssprachenorientierte Lehrnormen“ zu verwenden, die Rücksicht nehmen auf die Muttersprache der Lernenden.
Im Zentrum von Königs Schaffen stehen seine Forschungen auf dem Gebiet der Dialektologie. An der Universität Freiburg war er bereits an vorbereitenden Arbeiten und Explorationen für den Südwestdeutschen Sprachatlas (SSA) beteiligt. Den jahrzehntelangen Schwerpunkt seiner Tätigkeit bildete jedoch die wissenschaftliche Erforschung von Phonologie, Morphologie und Wortschatz der Dialekte in Bayerisch-Schwaben. Werner König ist der Herausgeber des Sprachatlasses von Bayerisch-Schwaben (SBS), der, über 18 Jahre gefördert von der DFG, unter seiner Leitung von 1984 bis 2009 an der Universität Augsburg erarbeitet wurde und in 16 Bänden mit insgesamt 2700 Sprachkarten und ca. 8000 Seiten die Vielfalt der Dialekte in Bayerisch-Schwaben dokumentiert. Der SBS ist das erste in Angriff genommene Teilprojekt des von Robert Hinderling initiierten Gesamtprojekts Bayerischer Sprachatlas, der insgesamt 6 Regionalatlanten umfasst. Im Hinblick auf Exploration, Datenverarbeitung und Kartierungsprogramm spielte der SBS eine Vorreiterrolle und war methodisch richtungweisend. Er ist der umfangreichste und umfassendste Sprachatlas im deutschsprachigen Raum und steht auch in elektronischer Form zur Verfügung. Auf der umfangreichen Datengrundlage des SBS und des Bayerischen Sprachatlasses entstanden mehrere Folgeprojekte: Zusammen mit seinem langjährigen Mitarbeiter Manfred Renn veröffentlichte Werner König den Kleinen Bayerischen Sprachatlas (mit 120 Karten) und den Kleinen Sprachatlas von Bayerisch-Schwaben (mit ca. 180 Karten). Beide Werke sind wissenschaftlich fundiert, wenden sich aber an einen breiten, nicht linguistisch vorgebildeten Leserkreis und sind modellbildend für den Typ „Kleiner Sprachatlas“ geworden. Sie haben bisher je drei Auflagen erreicht.
1998 begann unter Werner Königs Leitung das Projekt Dialektwörterbuch von Bayerisch-Schwaben, das von Brigitte Schwarz bearbeitet wurde. Eine erste, einbändige Teilpublikation mit 3000 Wörterbuchartikeln erschien 2013. Seit 2017 ist das Projekt an der Bayerischen Akademie der Wissenschaften unter dem Titel Dialektologisches Informationssystem von Bayerisch-Schwaben angesiedelt. Es ist Teil des Portals Bayerns Dialekte Online (BDO). Das DIBS nutzt durch seinen multimedialen Aufbau alle Möglichkeiten des digitalen Publizierens. Die Lexikonartikel werden durch Audiobeispiele, Filme, Bilder und Verlinkungen ergänzt. Werner König hat die Leitung des Projektes im Jahr 2021 aus Altersgründen abgegeben.
Einen außerordentlichen publizistischen Erfolg erzielte König als Autor des Handbuchs dtv-Atlas Deutsche Sprache, der 1978 erstmals veröffentlicht und bis zur 17. Auflage von 2011 mit 283.000 verkauften Exemplaren (sowie 20.000 verkauften CDs) von ihm betreut und laufend aktualisiert wurde.
Ein besonderes Anliegen ist ihm die Wertschätzung von Dialekt und Dialektsprechern. Er wendet sich gegen die Reduzierung von Dialekten zur Folklore und engagiert sich gegen die Diskriminierung von Sprechern mit regionalen Merkmalen, wie sie im beruflichen Umfeld und in den Medien stattfindet. Damit einher gehen seine Vorschläge zur Erhaltung der Dialekte. Er sieht im Rahmen der derzeit sehr intensiven Diskussion über Diskriminierung eine Chance, die offenkundigen Benachteiligungen von Dialektsprechern und Sprechern mit regionalen Akzenten in der Öffentlichkeit zu thematisieren und damit aus der ihnen zugeschriebenen Minderwertigkeit zu befreien. Sie sollen damit aus der folkloristischen Ecke (Stichworte „Lederhose“, „Oktoberfest“, „Karneval“) geholt und als landschaftlich geprägtes Deutsch Gleichberechtigung finden.

## Mitgliedschaften
- 1993: Berufung zum Mitglied der Schwäbischen Forschungsgemeinschaft (Augsburg) mit Ernennung zum Betreuer des Historischen Ortsnamensbuchs von Bayern, Teil Bayerisch-Schwaben[18]
- 1995: Berufung zum Mitglied der Kommission für Bayerische Landesgeschichte durch die Bayerische Akademie der Wissenschaften
- 2003: Berufung zum Mitglied der Kommission für Mundartforschung durch die Bayerische Akademie der Wissenschaften
- 2004: Berufung zum Mitglied des Fachbeirates der Bayerischen Landesbibliothek Online

## Gastprofessuren und Gastvorträge
Gastprofessuren und Gastvorträge führten Werner König an die Karls-Universität Prag (1996), an die Universität Aarhus/DK (1997), an die University of Pittsburgh/USA (2000) und an verschiedene Universitäten in Rom (2002) und Japan (2006).

## Ehrungen
- 1986: Bücher-Seitz-Preis der Universität Augsburg
- 2004: Preis der Dr. Eugen Liedl-Stiftung
- 2007: Kulturpreis der Bayerischen Landesstiftung
- 2013: Sieben-Schwaben-Medaille des Bezirks Schwaben
- 2018: Heimatpreis Bayern (für den Sprachatlas von Bayerisch-Schwaben)

## Publikationen (Auswahl)
Selbständige Publikationen
- Atlas zur Aussprache des Schriftdeutschen in der Bundesrepublik Deutschland (2 Bände). Ismaning 1989, ISBN 3-19-001416-7.
- Sprachatlas von Bayerisch-Schwaben. Bd. 1: Einführung. Heidelberg 1997, ISBN 3-8253-0461-2.
- dtv Atlas zur deutschen Sprache. Tafeln und Texte. Mit 138 farbigen Abbildungsseiten. 1. Auflage, München 1978; 10. überarbeitete Auflage mit 155 farbigen Abbildungsseiten, 1994; 17. durchgesehene und korrigierte Auflage, 2011. ISBN 978-3-423-03025-0.
- Zusammen mit M. Renn: Kleiner Bayerischer Sprachatlas. Mit 121 Abbildungen in Farbe. 1. Auflage, München (dtv) Januar 2006; 3. Auflage, Juni 2009. ISBN 978-3-89639-595-5.
- Zusammen mit M. Renn: Kleiner Sprachatlas von Bayerisch-Schwaben (= Materialien zur Geschichte des Bayerischen Schwaben. Band 30). 1. und 2. Auflage, Augsburg 2007; 3. Auflage, Augsburg 2017. ISBN 978-3-89639-595-5.

Herausgebertätigkeit
- Zusammen mit Hans Wellmann: Bayerischer Sprachatlas. Regionalteil 1: Sprachatlas von Bayerisch-Schwaben. Heidelberg 1996–2009.
- Brigitte Schwarz: Dialektwörterbuch von Bayerisch-Schwaben. Vom Allgäu bis zum Ries. Augsburg 2013.
- Zusammen mit J. E. Schmidt und D. Stellmacher: Zeitschrift für Dialektologie und Linguistik, Jahrgang 71 bis 78 (2004–2011).

Aufsätze und Lexikonartikel
- Probleme der Repräsentativität in der Dialektologie. In: Dialektologie. Ein Handbuch zur deutschen und allgemeinen Dialektforschung. Hg. von Werner Besch u. a. 1. Halbband. Berlin 1982, S. 463–485.
- Das Jenische der Wasenmeister. Zum Funktionswandel einer Sondersprache. In: Rüdiger Harnisch u. a. (Hg.): „… im Gefüge der Sprachen“: Studien zu System und Soziologie der Dialekte. Festschrift für Robert Hinderling zum 60. Geburtstag (= Zeitschrift für Dialektologie und Linguistik. Beihefte 90). Stuttgart 1995, S. 115–129.
- Phonetisch-phonologische Regionalismen in der deutschen Standardsprache. Konsequenzen für den Unterricht ‚Deutsch als Fremdsprache‘? In: Gerhard Stickel (Hg.): Varietäten des Deutschen. Regional- und Umgangssprachen (= Institut für deutsche Sprache. Jahrbuch 1996), S. 246–270.
- Zur Etymologie des Monatsnamens Hornung. In: Elvira Glaser, Michael Schlaefer (Hg.): Grammatica Janua Artium. Festschrift für Rolf Bergmann zum 60. Geburtstag. Heidelberg 1997, S. 429–444.
- Wenn sich Theorien ihre Wirklichkeit selbst schaffen: zu einigen Normen deutscher Aussprachewörterbücher. In: Annelies Häcki Buhofer (Hg.): Vom Umgang mit sprachlicher Variation. Soziolinguistik, Dialektologie, Methoden und Wissenschaftsgeschichte. Festschrift für Heinrich Löffler zum 60. Geburtstag. Tübingen/Basel 1999, S. 87–98.
- Ein Lautwechsel t > k oder wie die Tartoffel zur Kartoffel wurde. In: Germanistica Pragensia. XVIII (= Acta Universitatis Carolinae, Philologica 3). Prag 2001, S. 95–101.
- Kaufrufbilder. Eine bisher kaum beachtete Quelle zur Variation der gesprochenen Sprache des 18. und 19. Jahrhunderts. In: Ursula Götz, Stefanie Stricker (Hg.): Neue Perspektiven der Sprachgeschichte. Internationales Kolloquium des Zentrums für Mittelalterstudien der Otto-Friedrich-Universität Bamberg, 11. und 12. Februar 2005. Heidelberg 2005, S. 125–138.
- Kommunikative Reichweiten. Ein Beitrag zur perzeptiven Dialektologie am Beispiel des Films „Wer früher stirbt ist länger tot“. In: Zeitschrift für Dialektologie und Linguistik, Jahrgang 77/1 2010, S. 1–18.
- Investigating language in space: Methods and empirical standards. In: Jürgen Erich Schmidt, Peter Auer (Hg.): Language and Space. Theories and Methods. An International Handbook of Linguistic Variation. de Gruyter, Berlin/New York 2010, S. 494–511.
- In Norddeutschland spricht man ein besseres Hochdeutsch. In: Oliver Ernst, Jan Claas, Lina Schaipp (Hg.): Populäre Irrtümer über Sprache. Reclam, Stuttgart 2011, S. 21–37.
- Wir können alles. Außer Hochdeutsch. Genialer Werbespruch oder Eigentor des deutschen Südens. Zum Diskriminierungspotential dieses Slogans. In: Sprachreport, 29. Jg. Heft 4/2013, S. 5–14.
- Zusammen mit Simon Pröll, Simon Pickl, Aaron Spettl, Volker Schmidt, Evgeny Spodarev Stephan Elspaß: Neue Dialektometrie mit Methoden der stochastischen Bildanalyse. In: Roland Kehrein, Alfred Lameli, Stefan Rabanus (Hg.): Regionale Variation des Deutschen. Projekte und Perspektiven. De Gruyter Mouton, Berlin 2015, S. 173–194.